# Grand Prix Niemiec 1993

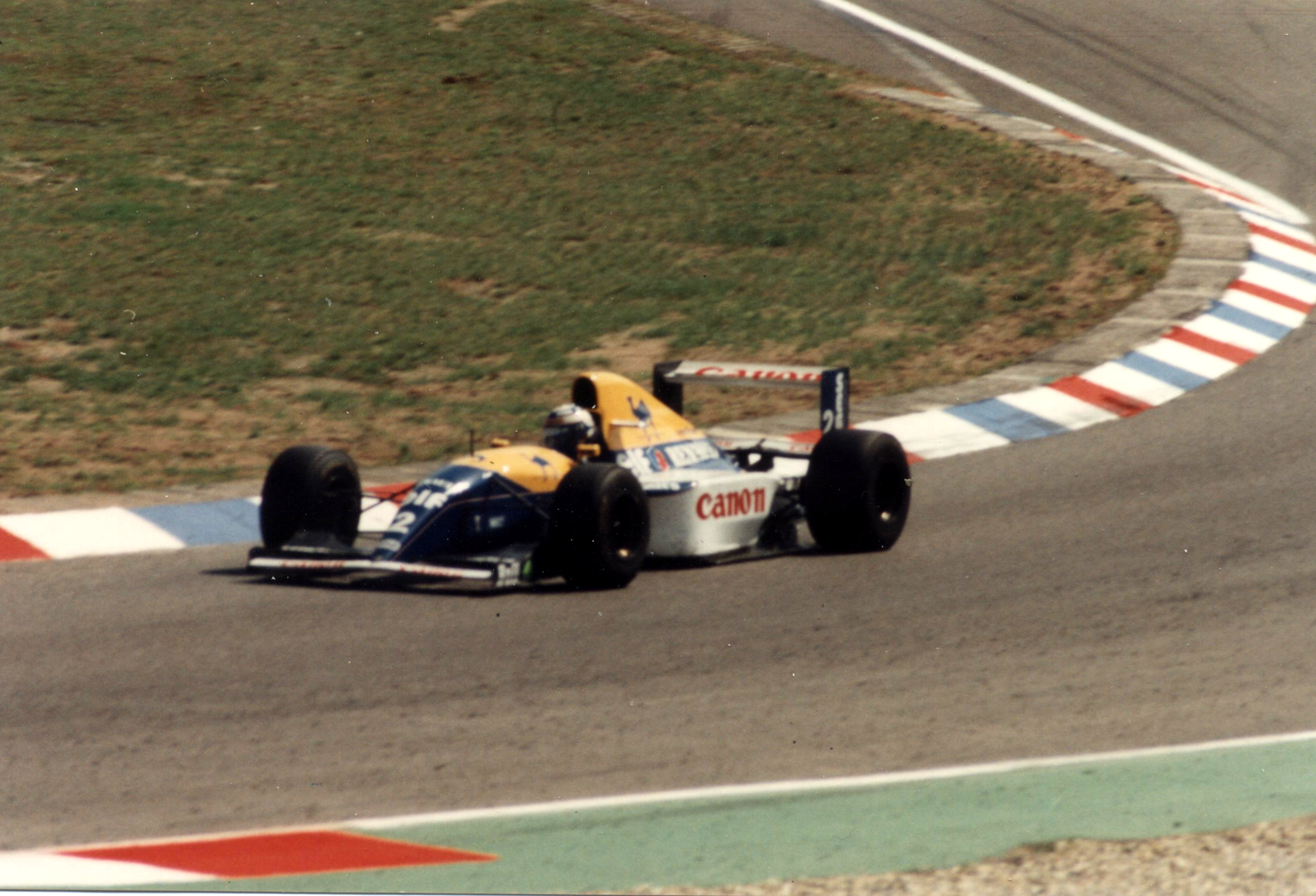
Alain Prost podczas Grand Prix Niemiec 1993

Grand Prix Niemiec 1993 (oryg. Großer Mobil 1 Preis von Deutschland) – 10. runda Mistrzostw Świata Formuły 1 w sezonie 1993, która odbyła się 25 lipca 1993, po raz 17. na torze Hockenheimring.
55. Grand Prix Niemiec, 41. zaliczane do Mistrzostw Świata Formuły 1.

## Wyniki

### Kwalifikacje
| P  | Nr | Kierowca             | Konstruktor(-silnik)  | Opony | Czas     | Odstęp   | Strata   |
| -- | -- | -------------------- | --------------------- | ----- | -------- | -------- | -------- |
| 1  | 2  | Alain Prost          | Williams-Renault      | G     | 1:38.748 | -        | -        |
| 2  | 0  | Damon Hill           | Williams-Renault      | G     | 1:38.905 | 0:00.157 | 0:00.157 |
| 3  | 5  | Michael Schumacher   | Benetton-Ford         | G     | 1:39.580 | 0:00.675 | 0:00.832 |
| 4  | 8  | Ayrton Senna         | McLaren-Ford          | G     | 1:39.616 | 0:00.036 | 0:00.868 |
| 5  | 26 | Mark Blundell        | Ligier-Renault        | G     | 1:40.135 | 0:00.519 | 0:01.387 |
| 6  | 25 | Martin Brundle       | Ligier-Renault        | G     | 1:40.855 | 0:00.720 | 0:02.107 |
| 7  | 6  | Riccardo Patrese     | Benetton-Ford         | G     | 1:41.101 | 0:00.246 | 0:02.353 |
| 8  | 10 | Aguri Suzuki         | Footwork-Mugen-Honda  | G     | 1:41.138 | 0:00.037 | 0:02.390 |
| 9  | 28 | Gerhard Berger       | Ferrari               | G     | 1:41.242 | 0:00.104 | 0:02.494 |
| 10 | 27 | Jean Alesi           | Ferrari               | G     | 1:41.304 | 0:00.062 | 0:02.556 |
| 11 | 9  | Derek Warwick        | Footwork-Mugen-Honda  | G     | 1:41.449 | 0:00.145 | 0:02.701 |
| 12 | 7  | Michael Andretti     | McLaren-Ford          | G     | 1:41.531 | 0:00.082 | 0:02.783 |
| 13 | 12 | Johnny Herbert       | Lotus-Ford            | G     | 1:41.564 | 0:00.033 | 0:02.816 |
| 14 | 29 | Karl Wendlinger      | Sauber-Ilmor          | G     | 1:41.642 | 0:00.078 | 0:02.894 |
| 15 | 11 | Alessandro Zanardi   | Lotus-Ford            | G     | 1:41.858 | 0:00.216 | 0:03.110 |
| 16 | 20 | Érik Comas           | Larrousse-Lamborghini | G     | 1:41.945 | 0:00.087 | 0:03.197 |
| 17 | 14 | Rubens Barrichello   | Jordan-Hart           | G     | 1:42.025 | 0:00.080 | 0:03.277 |
| 18 | 30 | JJ Lehto             | Sauber-Ilmor          | G     | 1:42.032 | 0:00.007 | 0:03.284 |
| 19 | 4  | Andrea de Cesaris    | Tyrrell-Yamaha        | G     | 1:42.603 | 0:00.571 | 0:03.855 |
| 20 | 23 | Christian Fittipaldi | Minardi-Ford          | G     | 1:42.658 | 0:00.055 | 0:03.910 |
| 21 | 3  | Ukyō Katayama        | Tyrrell-Yamaha        | G     | 1:42.682 | 0:00.024 | 0:03.934 |
| 22 | 24 | Pierluigi Martini    | Minardi-Ford          | G     | 1:42.786 | 0:00.104 | 0:04.038 |
| 23 | 19 | Philippe Alliot      | Larrousse-Lamborghini | G     | 1:42.910 | 0:00.124 | 0:04.162 |
| 24 | 15 | Thierry Boutsen      | Jordan-Hart           | G     | 1:43.007 | 0:00.097 | 0:04.259 |
| 25 | 22 | Luca Badoer          | Lola-Ferrari          | G     | 1:43.345 | 0:00.338 | 0:04.597 |
| 26 | 21 | Michele Alboreto     | Lola-Ferrari          | G     | 1:44.198 | 0:00.853 | 0:05.450 |
| P  | Nr | Kierowca             | Konstruktor(-silnik)  | Opony | Czas     | Odstęp   | Strata   |

### Wyścig
| Poz. | Nr. | Kierowca             | Konstruktor           | Okrążeń | Czas/powód NU   | Poz. start. | Punktów |
| ---- | --- | -------------------- | --------------------- | ------- | --------------- | ----------- | ------- |
| 1    | 2   | Alain Prost          | Williams-Renault      | 45      | 1:18:40.885     | 1           | 10      |
| 2    | 5   | Michael Schumacher   | Benetton-Ford         | 45      | +16.664         | 3           | 6       |
| 3    | 26  | Mark Blundell        | Ligier-Renault        | 45      | +59.349         | 5           | 4       |
| 4    | 8   | Ayrton Senna         | McLaren-Ford          | 45      | +1:08.229       | 4           | 3       |
| 5    | 6   | Riccardo Patrese     | Benetton-Ford         | 45      | +1:31.516       | 7           | 2       |
| 6    | 28  | Gerhard Berger       | Ferrari               | 45      | +1:34.754       | 9           | 1       |
| 7    | 27  | Jean Alesi           | Ferrari               | 45      | +1:35.841       | 10          |         |
| 8    | 25  | Martin Brundle       | Ligier-Renault        | 44      | +1 okrążenie    | 6           |         |
| 9    | 29  | Karl Wendlinger      | Sauber                | 44      | +1 okrążenie    | 14          |         |
| 10   | 12  | Johnny Herbert       | Lotus-Ford            | 44      | +1 okrążenie    | 13          |         |
| 11   | 23  | Christian Fittipaldi | Minardi-Ford          | 44      | +1 okrążenie    | 20          |         |
| 12   | 19  | Philippe Alliot      | Larrousse-Lamborghini | 44      | +1 okrążenie    | 23          |         |
| 13   | 15  | Thierry Boutsen      | Jordan-Hart           | 44      | +1 okrążenie    | 24          |         |
| 14   | 24  | Pierluigi Martini    | Minardi-Ford          | 44      | +1 okrążenie    | 22          |         |
| 15   | 0   | Damon Hill           | Williams-Renault      | 43      | Opona           | 2           |         |
| 16   | 21  | Michele Alboreto     | Lola-Ferrari          | 43      | +2 okrążenia    | 26          |         |
| 17   | 9   | Derek Warwick        | Footwork-Mugen-Honda  | 42      | +3 okrążenia    | 11          |         |
| NU   | 14  | Rubens Barrichello   | Jordan-Hart           | 34      | Łożysko koła    | 17          |         |
| NU   | 3   | Ukyō Katayama        | Tyrrell-Yamaha        | 28      | Wał prz. napędu | 21          |         |
| NU   | 30  | Jyrki Järvilehto     | Sauber                | 22      | Wypadł z toru   | 18          |         |
| NU   | 11  | Alessandro Zanardi   | Lotus-Ford            | 19      | Wypadł z toru   | 15          |         |
| NU   | 10  | Aguri Suzuki         | Footwork-Mugen-Honda  | 9       | Kolizja         | 8           |         |
| NU   | 7   | Michael Andretti     | McLaren-Ford          | 4       | Kolizja         | 12          |         |
| NU   | 22  | Luca Badoer          | Lola-Ferrari          | 4       | Zawieszenie     | 25          |         |
| NU   | 4   | Andrea de Cesaris    | Tyrrell-Yamaha        | 1       | Skrz. biegów    | 19          |         |
| NU   | 20  | Érik Comas           | Larrousse-Lamborghini | 0       | Skrz. biegów    | 16          |         |